# Novation
Die Novation (lateinisch novatio, (Er-)Neuerung, Neuerungsvertrag) bezeichnet die Änderung des Charakters einer Rechtsschuld. Die Novation ist damit eine Schuldumschaffung. Sie ist gesetzlich nicht geregelt, aufgrund der Vertragsfreiheit aber zulässig. Ihre praktische Bedeutung ist gering.

## Geschichte
Die Novation war bereits im römischen Recht bekannt. Dort spielte sie eine erhebliche Rolle, weil die römische Rechtsordnung es nicht zuließ, dass eine Verbindlichkeit nachträglich verändert oder eine der an ihr beteiligten Personen ausgetauscht wird. Traditionell wurden Obligationen durch einen Verbalkontrakt – in der Regel eine Stipulation – umgeschafft, sodass die alte Verbindlichkeit getilgt und die neue zugleich ins Leben gerufen war. Grundlage der Novation war eine bestehende Verbindlichkeit. Die Novation galt in den gaianischen Institutionen als eine der fünf Arten der Beendigung einer Verbindlichkeit durch Tilgung. Die Rolle der Novation war bedeutsam, weil die nachträgliche Änderung einer Obligation, sei es im Inhalt, sei es durch Wechsel in der Person des Gläubigers (Zession) oder des Schuldners (Schuldübernahme) nur durch Novation möglich war. Wegen der oft schwierigen Ermittlung des Schulderneuerungswillens galt seit dem Jahre 533 bei Justinian I., dass eine Novation nur eintreten soll, wenn sie ausdrücklich gewollt war. Deshalb bestehen die Novation als ungeschriebenes Recht und die Vertragsänderung im heutigen deutschen Recht nebeneinander.
Der Begriff der Novation tauchte in Deutschland erstmals im Spätmittelalter auf, als 1501/02 ein Rechtsstreit mit Schuldnerdelegation (Austausch des Schuldners) zu entscheiden war. Im Falle Rink/Diepach (1503) führte der Kläger aus, der Beklagte sei per Änderung der Verpflichtung (delegationem etiam animo novandi obligationem) Debitor geworden.

## Inhalt
Nach § 311 Abs. 1 BGB ist zur Begründung eines Schuldverhältnisses durch Rechtsgeschäft sowie zur Änderung des Inhalts eines Schuldverhältnisses ein Vertrag zwischen den Parteien erforderlich. Der Rechtsgrund des alten Schuldverhältnisses weicht der Causa des neuen Schuldverhältnisses. Nebenrechte, Kreditsicherheiten und gegebenenfalls Einreden und Einwendungen des alten Schuldverhältnisses erlöschen, was ebenso für bestellte Sicherungsrechte wie Bürgschaften und Pfandrechte gilt.
Aufgrund der umfangreichen Rechtsfolgen muss für eine Novation ein eindeutiger Parteiwille erklärt werden. Der BGH legt den Parteiwillen grundsätzlich defensiv aus, da im Zweifel von einer bloßen Vertragsänderung auszugehen ist. Die Novation schafft die Schuld allerdings um, was bewirkt, dass die ursprünglichen Rechtsfolgen abgeändert werden. Der alte Vertrag erlischt nämlich und wird ersetzt durch einen neuen Vertrag mit neuem Inhalt.
Beispiele für eine Novation sind:
- Der Schuldner erbringt anstatt der vertraglich geschuldeten Leistung eine andere Leistung an Erfüllungs Statt und der Gläubiger nimmt sie an (§ 364 Abs. 1 BGB).
- Konsortialanteile an Konsortialkrediten können im internationalen Kreditverkehr auf dem Sekundärmarkt an neue Kreditgeber übertragen werden. Eine Abtretung genügt nicht, da neben Rechten auch Pflichten übertragen werden.[10]

## Abgrenzung
Erfolgt die Vertragsänderung aufgrund veränderter äußerer Umstände oder zur Ergänzung des Vertragsinhalts (beispielsweise „Nachträge“ im Arbeitsrecht), dann ändert sich der Charakter der Schuld im Zweifel nicht, denn es ist in diesen Fällen von einer bloßen Vertragsanpassung auszugehen. Der Vertrag wird vereinbarungsgemäß fortgesetzt, weshalb die bestellten Sicherheiten bestehen bleiben.
Bezüglich des tatsächlichen Parteiwillens ist die Abgrenzung zwischen einer Vertragsänderung und einer Novation durch Auslegung zu ermitteln wenn im Einzelfall Unklarheiten bestehen. die Parteien im Einzelfall wollen. Der BGH mahnt in Ansehung der verbundenen Folgen zu großer Vorsicht geboten und gebietet, dass bei verbleibenden Zweifeln von einer Vertragsänderung auszugehen ist.

## International
Anders als in Deutschland ist die Novation in Österreich und der Schweiz gesetzlich geregelt.
Im österreichischen Schuldrecht ist die Novation nach § 1376 ABGB die Umänderung von Rechten oder Pflichten (im Schuldverhältnis) „ohne Hinzutritt einer dritten Person“ und beinhaltet entweder die Änderung des Rechtsgrundes oder die Änderung des Hauptgegenstandes einer Forderung (betrifft also eine Hauptleistungspflicht; die Änderung einer Nebenpflicht wird als Schuldänderung bezeichnet). In diesen Fällen geht „die alte Verbindlichkeit in eine neue über“. Konkret bedeutet dies, dass die alte Verbindlichkeit nach § § 1377 ABGB beendet wird, während gleichzeitig eine neue Verbindlichkeit beginnt. Die Entstehung der neuen Verbindlichkeit hängt von der Rechtswirksamkeit einer alten Verbindlichkeit ab (Akzessorietät). Nebenrechte der alten Verbindlichkeit erlöschen grundsätzlich auch in Österreich (§ 1378 ABGB).
Auch im Schweizerischen Obligationenrecht ist die Novation bekannt, sie wird dort auch Neuerung genannt. Unter Neuerung im Sinne von  Art. 116 OR ist die Umwandlung eines alten Schuldverhältnisses in ein neues zu verstehen, wobei der Verpflichtungsgrund des neuen nicht in jenem des alten, sondern in dem die Neuerung bewirkenden selbständigen Rechtsgeschäft besteht.
In Frankreich ist die Novation (französisch novation) ein Schuldvertrag nach Art. 1271 ff. Code civil, wofür sich jede Forderung eignet. Die Novation kann auch den Austausch einer der Parteien zum Gegenstand haben.
Im englischen Recht ist die Novation als Novation eines Vertrags (englisch novation of contract) bekannt. Sie betrifft entweder den Austausch einer Vertragspartei bei einer bestehenden Verbindlichkeit oder der Ersatz einer Verbindlichkeit durch eine neue.